# Herminia pedipilalis
Herminia pedipilalis là một loài bướm đêm trong họ Noctuidae.